# Cabo Catoche
Cabo Catoche  é a ponta da península de Yucatán no estado mexicano de Quintana Roo, na costa do Golfo do México, o mais setentrional ponto da península. Ele está localizado cerca de 53 quilômetros ao norte de Cancún. A sua localização se estende até da faixa continental de Ilha Holbox, e está dentro do município de Isla Mujeres. Cabo Catoche determina a divisão continental entre o Golfo do México e Mar do Caribe, e marca a margem sudoeste do Canal de Yucatán.

## Ponta da Península de Yucatán
"Ponta" é o termo usado para descrever os cursos relacionados à configuração da costa. Por sua morfologia é possível distinguir dois tipos de pontas: As extremidades das entradas de barreira de praia, que indicam o mar para os estuários, e por outro lado, as projeções de terra para o mar, seja arenoso ou rochoso, e marcam uma mudança na linha da costa. E o Cabo Catoche é a ponta mais visível da península de Yucatán.

## História
Cabo Catoche foi o local do primeiro desembarque dos conquistadores europeus intencionais no atual do território mexicano durante a expedição de Francisco Hernández de Córdoba no início de março 1517 e marcou oficialmente a data da descoberta de Yucatán pelos espanhóis.

Não há consenso sobre esse ponto tocado primeiro na Península de Yucatán. Alguns autores afirmam que foi Isla Mujeres, enquanto outros, incluindo Bernal Díaz del Castillo, que fez parte da expedição, listou Cabo Catoche como o ponto de primeiro contato. Mais tarde, historiadores espanhóis concordam que a primeira população maia foi avistada Ekab ou Ecab, que atraiu muita atenção porque era muito maior para aqueles espanhóis que já estavam em Cuba. Lá, seus navios aportaram para percebe os nativos, e em canoas foram abordados e convidados a desembarcar.
O próprio Bernal Díaz del Castillo, narrando o que seria a História Verdadeira da Conquista da Nova Espanha, que analisou como eles abordaram os moradores, com um alegre e sinais de paz, convidando para a costa os espanhóis, dizendo "Cotoch cones" "Cotoch cones", que significa "andar aqui na minha casa".
Por esta razão, os espanhóis denominaram o local de Ponta Catoche, hoje Cabo Catoche. O chefe "Halach Uinik " de Ekab ofereceu-se para voltar no dia seguinte com mais canoas para ajudar o desembarque dos espanhóis. Na manhã seguinte, mais uma vez se aproximou dos Maias para criar, mas Hernández preferia os seus próprios barcos.
As pessoas que tinham sido convidadas a visitar perto de Cabo Catoche foi Ekab para Diaz del Castillo chamado "El Grand Cairo" para obras importantes feitas com pedras que eles pudessem ver.  Ao aproximar-se os espanhóis foram emboscados pelos Maias..
A expedição continuou em torno da península de Yucatán até Campeche em primeiro lugar, e depois Champotón onde tiveram fortes combates e sofreram pesadas baixas.
Mais tarde, em Cabo Catoche foi construída uma igreja católica, que é conhecida como Igreja Boca.  Ambos Cabo Catoche como as ruínas de Ekab e Igreja Boca podem ser acessadas pelo mar.